# Sybreed
Sybreed (abreviação de "Synthetic Breed") foi uma banda de metal industrial de Genebra, Suíça, de 2003–2013.

## Membros

### Última formação
- Benjamin Nominet – vocais (2003-2013)
- Thomas "Drop" Betrisey – guitarra, programação (2003-)
- Ales Campanelli - baixo (2011-)
- Kevin Choiral – bateria (2009-)

### Anteriores
- Luis "Burn" Da Silva Cruz – baixo (2003-2009)
- Stéphane Grand – baixo (2009-2011)
- Alex Anxionaz – bateria (2003–2006)
- Dirk Verbeuren – bateria em Antares (2007)

## Discografia

### Álbuns de estúdio
| Ano  | Álbum                  | Gravadora       |
| ---- | ---------------------- | --------------- |
| 2004 | Slave Design           | Jerkov Musiques |
| 2007 | Antares                | Listenable      |
| 2009 | The Pulse of Awakening | Listenable      |
| 2012 | God Is an Automaton    | Listenable      |

### EPs
| Ano  | Álbum      | Gravadora  |
| ---- | ---------- | ---------- |
| 2009 | A.E.O.N.   | Listenable |
| 2011 | Challenger | Listenable |